# Летюча жаба леопардова
Летюча жаба леопардова (Rhacophorus pardalis) — вид земноводних з роду Летюча жаба родини Веслоногі. Інша назва «борнеоська летюча жаба».

## Опис
Загальна довжина досягає 3,9—7,1 см. Спостерігається статевий диморфізм: самиця більша за самця. Голова широка, морда закруглена. Тулуб кремезний. Шкіра спини гладенька, черева — бородавчаста. Мають вставну кісточку між останнім і передостаннім суглобом пальців задніх лап. Зовнішній кінець передостаннього суглоба також зовні і притому нагорі по спинці пальця характеризується присутністю горбка. У цією амфібії III, IV, V пальці несуть розширені диски. Водночас усі пальці перетинчасті. У самця є один внутрішній міхур-резонатор. Зовнішній край передньої лапи та передпліччя мають широкий клапоть шкіри. У самців присутні шлюбні мозолі.
Забарвлення спини коливається від коричневого до червонувато-коричневого кольору, часто з Х—подібним темним маркування на спині. На ній присутні кілька білих плям. Боки жовтуваті з чорними плямами. Черево жовтувате з помаранчевим цятками. На внутрішній стороні стегон є смужки помаранчево-червоного кольору.

## Спосіб життя
Полюбляє первинні та вторинні тропічні ліси. Зустрічається на висоті до 1015 м над рівнем моря. веде напівдеревний спосіб життя. Спускається униз лише під час розмноження. Часто трапляється біля боліт, ставків, інших водойм із стоячою водою. Живиться безхребетними.
Розмноження відбувається у сезон дощів. Самиця відкладає яйця у стоячу воду, де розвиваються пуголовки.

## Розповсюдження
Мешкає на островах Калімантан, Суматра (Індонезія), Малайському півострові та на півдні Філіппін.